# Otherside
Otherside è una canzone dei Red Hot Chili Peppers. Si tratta del terzo singolo estratto dal loro settimo album in studio, Californication (1999).

## Descrizione
È stato il terzo singolo dal loro album Californication, e confronta le battaglie ex-junkies con le loro precedenti dipendenze.
È stato probabilmente dedicato al loro defunto membro Hillel Slovak, che morì di overdose; le parole "I heard your voice through a photograph / I thought it up and brought up the past / Once you know you can never go back" ("ho sentito la tua voce attraverso una fotografia / Ci ho pensato e mi ha riportato al passato / Ormai lo sai che non puoi mai tornare indietro"), suggeriscono che non sarebbe mai più tornato dall'eroina.
È stato il quarto n. 1 del gruppo sulla classifica Alternative Songs.
È stato il secondo singolo più alto in classifica dall'album Californication, raggiungendo n. 14 negli Stati Uniti.

## Video musicale
Il video è stato diretto da Jonathan Dayton e Valerie Faris in uno stile gotico black-and-white/monochrome. Nel video sono presenti anche elementi di Cubismo, Surrealismo e spunti tratti dal lavoro dell'artista grafico M.C. Escher.
Una storyline a cartoni è giustapposta alla canzone; quella della sequenza del sogno di un giovane. I membri della band appaiono vestiti in nero in luoghi insoliti, con oggetti destinati a comparire come strumenti surreali. Durante tutto il video Anthony Kiedis, con i suoi capelli corti e platinati, si vede in una torre del castello. La sua figura è diversa e molto scura rispetto alle sue performance più energiche in altri video. John Frusciante suona una corda di un lungo corridoio, come se fosse una chitarra. Flea è appeso ai fili del telefono che suona come se fossero un basso elettrico, e Chad Smith è su una torre con un orologio medievale rotante che serve come la sua batteria.

## Tracce
CD single (2000)
1. "Otherside (Album)"—4:16
2. "How Strong (Unreleased)"—4:43
3. "Road Trippin' (Without Strings)"—3:25
4. "Otherside (Music Video)"

CD version 2 (2000)
1. "Otherside (Album)"—4:16
2. "My Lovely Man (Live)"—5:18
3. "Around The World (Music Video)"

CD version 3 (2000)
1. "Otherside (Album)"
2. "How Strong (Unreleased)"
3. "My Lovely Man (Live)"
4. "Road Trippin' (Without Strings)"
5. "Scar Tissue (Music Video)"
6. "Around The World (Music Video)"

CD version 4 (2000)
1. "Otherside (Album)"
2. "How Strong (Unreleased)"
3. "My Lovely Man (Live)"
4. "Road Trippin' (Without Strings)"

CD version 3 (2000)
1. "Otherside (Album)"
2. "How Strong (Unreleased)"

7" single (2000)
1. "Otherside (Album)"
2. "How Strong (Unreleased)"